# Pierścień liczb całkowitych

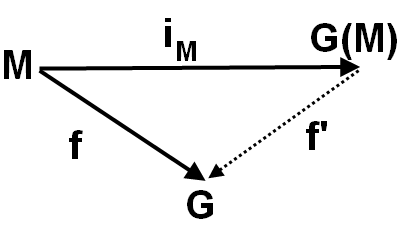
Pierścień liczb całkowitych

Pierścień liczb całkowitych – zbiór liczb całkowitych tworzących strukturę algebraiczną {\displaystyle \mathbb {Z} } z operacjami dodawania, brania liczby przeciwnej i mnożenia. Stanowią one pierścień przemienny, którego są prawzorem poprzez fakt spełniania tylko tych równań, które zachodzą dla wszystkich pierścieni przemiennych z jedynką; istotnie, jest to początkowy pierścień przemienny, a nawet pierścień początkowy.

## Algebraiczna teoria liczb
Ogólniej, pierścieniem liczb całkowitych ciała liczbowego {\displaystyle K,} oznaczanego często symbolami {\displaystyle \operatorname {O} _{K}} lub {\displaystyle {\mathcal {O}}_{K},} nazywa się pierścień liczb algebraicznych całkowitych zawartych w {\displaystyle K.}
Korzystając z tej notacji można napisać, iż {\displaystyle \mathbb {Z} =O_{\mathbb {Q} },} ponieważ {\displaystyle \mathbb {Z} ,} jak podano wyżej, jest pierścieniem liczb całkowitych ciała {\displaystyle \mathbb {Q} } liczb wymiernych. Z tego względu w algebraicznej teorii liczb elementy {\displaystyle \mathbb {Z} } nazywa się często „wymiernymi liczbami całkowitymi”.
Pierścień liczb całkowitych {\displaystyle \operatorname {O} _{K}} jest {\displaystyle \mathbb {Z} }-modułem; nie do końca oczywisty jest fakt, iż jest to moduł wolny, a więc ma bazę całkowitoliczbową; oznacza to, że istnieje ciąg {\displaystyle b_{1},\dots ,b_{n}\in \operatorname {O} _{K}} (baza całkowita liczbowa) taki, że każdy element {\displaystyle x} należący do {\displaystyle \operatorname {O} _{K}} może być jednoznacznie przedstawiony jako
{\displaystyle x=\sum _{i=1}^{n}a_{i}b_{i},}
gdzie {\displaystyle a_{i}\in \mathbb {Z} .} Ranga {\displaystyle n} pierścienia {\displaystyle \operatorname {O} _{K}} jako wolnego {\displaystyle \mathbb {Z} }-modułu jest równa stopniowi {\displaystyle K} nad {\displaystyle \mathbb {Q} .} Pierścienie liczb całkowitych w ciałach liczbowych są pierścieniami Dedekinda.

### Przykłady
Jeśli {\displaystyle \zeta } jest {\displaystyle p}-tym pierwiastkiem z jedynki zaś {\displaystyle K=\mathbb {Q} (\zeta )} odpowiadającym mu ciałem cyklotomicznym, to baza całkowitoliczbowa {\displaystyle \operatorname {O} _{K}=\mathbb {Z} [\zeta ]} dana jest jako {\displaystyle \left(1,\zeta ,\zeta ^{2},\dots ,\zeta ^{p-2}\right).}
Jeżeli {\displaystyle d} jest bezkwadratową liczbą całkowitą, zaś {\displaystyle K=\mathbb {Q} \left({\sqrt {d}}\right)} jest odpowiadającym ciałem kwadratowym, to baza całkowitoliczbowa {\displaystyle \operatorname {O} _{K}} dana jest jako {\displaystyle \left(1,{\tfrac {1+{\sqrt {d}}}{2}}\right),} o ile {\displaystyle d\equiv 1\;{\bmod {\;}}4} oraz {\displaystyle \left(1,{\sqrt {d}}\right),} jeśli {\displaystyle d\equiv 2,\,3\;{\bmod {\;}}4} (zob. arytmetyka modularna).
Pierścień p-adycznych liczb całkowitych {\displaystyle \mathbb {Z} _{p}} to pierścień liczb całkowitych liczb p-adycznych {\displaystyle \mathbb {Q} _{p}.}